# Mesothen aurata
Mesothen aurata là một loài bướm đêm thuộc phân họ Arctiinae, họ Erebidae.